# Peso Ley 18.188
El Peso Ley 18.188 (Símbolo: $, ISO 4217: ARL) fue la moneda vigente en la Argentina en el período 1970-1983, popularmente conocida como Peso Ley. Cada Peso Ley equivalía a 100 pesos moneda nacional y a 2500 pesos moneda corriente.
Para que el público se fuese acostumbrado a la conversión, se dispuso que mientras se confeccionaran los nuevos billetes con el nuevo diseño, se continuaran emitiendo los valores existentes pero resellados con los nuevos valores. Así, los billetes de 100, 500, 1000, 5000 y 10 000 (m$n) fueron convertidos a 1, 5, 10, 50 y 100 Pesos Ley respectivamente. El cambio fue decidido a causa de que las cantidades usuales de dinero que se manejaban no entraban en las máquinas de calcular de la época. El Peso Ley, que entró en circulación como tal en 1970, sufrió una elevada inflación.
La tasa de inflación continuó su marcha ascendente (según el índice de precios mayoristas de diciembre de cada año las cifras indican que los precios aumentaron 3.9 % en 1968, 7.3 % en 1969, 26.8 % en 1970, 48.2 % en 1971 y 76 % en 1972) Disminuyeron las reservas, y aumentó la importación de combustibles un 300 %, enfatizando la dependencia extranjera de insumos. Además se produjo una devaluación del 8 %.
A partir del Rodrigazo en 1975 se incrementó el circulante monetario  de gobierno de Isabel de Perón la larga y persistente inflación argentina escaló a niveles de tres dígitos nunca vistos hasta entonces. El fenómeno monetario terminó impactando en la sociedad  a pesar de los ajustes salariales ocurridos en lo que iba del año, un salario índice 100 de junio de 1975 estaba en noviembre a 48,04 y en diciembre de 1975 se estimaba en 40,05. De este modo, el salario real estaba en picada. En 1981 el fenómeno monetario recrudeció y sumó 1% diario en forma contante. Como respuesta el Central llegó a emitir los billetes de 100.000 y 500.000 pesos. Sin embargo, para luchar contra la persistente inflación se llegó a lanzar el billete de $ 1 000 000 que en su inicio equivalía de 89 dólares estadounidenses. La puesta en circulación costó al gobierno 800.000 dólares y debieron ser reimpresos porque, estaba previsto en el reverso originalmente, que hubiese una imagen del Embalse Salto Grande (Concordia, Entre Ríos). Pero por un error de los grabadores de la casa de moneda, se mostraba el lado uruguayo del mismo, por lo que se resolvió destruir los 16 millones de billetes que presentaban dicho grabado y reimprimirlos aceleradamente con el rostro del General José de San Martín anciano en el anverso, como venía sucediendo desde los billetes de 50 pesos de esta misma serie, para entonces convertidos en monedas, en el anverso mientras que en el reverso se incluyó una reproducción del cuadro del artista Ceferino Carnacini, El pueblo quiere saber de qué se trata, de 1938, que ya había aparecido previamente en 1960 en el billete de 5 Pesos moneda nacional, la noticia del sorprendente billete dio la vuelta al mundo en agosto y para el 26 de noviembre de 1981, cuando ya estaba en manos de los argentinos, estos empezaron a bromear con sentirse "millonarios". Al poco tiempo la inflación interanual del 91,1% y un acumulado de enero a noviembre de 256,6% consumió en casi dos años a los billetes de mayor denominación que Argentina vio. En 1983 se sustituyó, mediante el Decreto-Ley 22707 de ese año,  por una nueva unidad monetaria: el Peso Argentino que tenía una equivalencia de 10 000 Pesos Ley por 1 Peso Argentino.

## Billetes
| Anverso | Reverso | Denominación ($)            | Color principal | Anverso            | Reverso                   |
| ------- | ------- | --------------------------- | --------------- | ------------------ | ------------------------- |
|         |         | 1 Peso (1970-1975)          | Naranja         | Manuel Belgrano    | Llao Llao                 |
|         |         | 5 Pesos (1971-1975)         | Azul oscuro     | Manuel Belgrano    | Monumento a la Bandera    |
|         |         | 10 Pesos (1970-1976)        | Morado          | Manuel Belgrano    | Cataratas del Iguazú      |
|         |         | 50 Pesos (1972-1978)        | Negro           | José de San Martín | Termas de Reyes           |
|         |         | 100 Pesos (1971-1978)       | Rojo            | José de San Martín | Ushuaia                   |
|         |         | 500 Pesos (1972-1982)       | Verde claro     | José de San Martín | Cerro de la Gloria        |
|         |         | 1000 Pesos (1973-1983)      | Marrón          | José de San Martín | Plaza de Mayo             |
|         |         | 5000 Pesos (1976-1983)      | Azul claro      | José de San Martín | Mar del Plata             |
|         |         | 10 000 Pesos (1976-1983)    | Rojo            | José de San Martín | Parque nacional El Palmar |
|         |         | 50 000 Pesos (1978-1983)    | Negro           | José de San Martín | Banco Central             |
|         |         | 100 000 Pesos (1979-1983)   | Negro           | José de San Martín | Casa de Moneda            |
|         |         | 500 000 Pesos (1980-1983)   | Verde           | José de San Martín | Fundación de Buenos Aires |
|         |         | 1 000 000 Pesos (1981-1983) | Magenta         | José de San Martín | 25 de mayo de 1810        |

## Monedas
| Anverso | Denominación | Periodo   | Reverso            | Diámetro | Material           |
| ------- | ------------ | --------- | ------------------ | -------- | ------------------ |
|         | 1 Centavo    | 1970-1975 | La Libertad        | 16mm     | Aluminio           |
|         | 5 Centavos   | 1970-1975 | La Libertad        | 18mm     | Aluminio           |
|         | 10 Centavos  | 1970-1976 | La Libertad        | 17mm     | Latón              |
|         | 20 Centavos  | 1970-1976 | La Libertad        | 19mm     | Latón              |
|         | 50 Centavos  | 1970-1976 | La Libertad        | 21mm     | Latón              |
|         | 1 Peso       | 1974-1976 | Sol de Mayo        | 23mm     | Latón              |
|         | 5 Pesos      | 1976-1977 | Sol de Mayo        | 24mm     | Latón              |
|         | 10 Pesos     | 1976-1978 | Sol de Mayo        | 26mm     | Latón              |
|         | 50 Pesos     | 1978-1981 | José de San Martín | 27mm     | Bronce de aluminio |
|         | 100 Pesos    | 1978-1981 | José de San Martín | 28mm     | Bronce de aluminio |

### Emisiones Conmemorativas
| Anverso | Reverso | Motivo                                                     | Año       | Valor facial (en pesos)                                                   |
| ------- | ------- | ---------------------------------------------------------- | --------- | ------------------------------------------------------------------------- |
|         |         | Bicentenario del nacimiento de Guillermo Brown             | 1977      | 5 y 10 Pesos (Latón)                                                      |
|         |         | Bicentenario del nacimiento del General José de San Martín | 1978      | 50 y 100 Pesos (Bronce de aluminio)                                       |
|         |         | Centenario de la Conquista del Desierto                    | 1979      | 50 y 100 Pesos (Bronce de aluminio)                                       |
|         |         | Mundial de fútbol Argentina 1978                           | 1977-1978 | 20, 50 y 100 Pesos (Bronce de aluminio) - 1000, 2000 y 3000 Pesos (Plata) |